# Rudolf Schnorf (1843–1918)
Rudolf Schnorf (* 1843 in Uetikon am See; † 1918 ebenda) war ein Schweizer Chemiker und Unternehmer. Als technischer Leiter der Chemischen Fabrik Uetikon gehörte er zur dritten Generation der Familie Schnorf und trug wesentlich zur Modernisierung des Unternehmens im späten 19. Jahrhundert bei.

## Leben
Rudolf Schnorf wurde 1843 in Uetikon am See als Sohn des Rudolf Schnorf-Hauser (1815–1894) und der Luise Hauser (1814–1901) geboren. Sein Vater war technischer Leiter und später Alleininhaber der Chemischen Fabrik Uetikon. Rudolf wuchs gemeinsam mit mehreren Geschwistern im Stammhaus der Familie, direkt auf dem Fabrikgelände, auf.

## Ausbildung und Wanderjahre
Von 1864 bis 1866 machte Rudolf auf Anregung seines Vaters eine zweijährige Studien- und Erkundungsreise durch Schlesien, Mitteldeutschland, Belgien und Nordfrankreich.
Er arbeitete während dieser Zeit u. a. in einer Zuckerfabrik sowie in zwei chemischen Betrieben. Zahlreiche weitere Betriebe besuchte er als Gast oder über Kontakte seiner Familie. Er betrieb dabei systematische technische Beobachtung und Dokumentation, inklusive Skizzen und Maschinenzeichnungen, die er regelmässig nach Hause sandte. Ziel war der Wissenstransfer für die Modernisierung der heimischen Produktion.
Sein Vater Rudolf steuerte diese Informationsreise aktiv mit Fragenkatalogen und technischen Anweisungen. Der freie Zugang zu teils vertraulichen Betriebsinformationen war in jener Zeit üblich, da Uetikon als geografisch abgelegen galt und nicht als direkte Konkurrenz wahrgenommen wurde.

## Rolle in der Chemischen Fabrik
Nach seiner Rückkehr im Jahr 1866 übernahm Rudolf die technische Leitung der Chemischen Fabrik Uetikon. Gemeinsam mit seinem Bruder Albert Schnorf (1846–1919), der die kaufmännische Leitung innehatte, bildete er das neue Führungsteam. Unter ihrer Führung wurden wesentliche Neuerungen eingeführt, darunter im Jahr 1869 der Einsatz eines Malétra-Ofens zur Pyritverarbeitung sowie 1870 die Errichtung eines Glover-Turms, der zur Reinigung von Schwefelsäure durch die Abtrennung von Schwefeldioxid diente.

## Persönlichkeit und Privatleben
Rudolf Schnorf blieb ledig und wohnte bis zu seinem Tod im Familienhaus auf dem Fabrikgelände. Er galt als zurückhaltend, pflichtbewusst und stark am praktischen Betrieb orientiert. Im Gegensatz zu vielen Industriellen seiner Zeit lehnte er Repräsentation ab und bevorzugte den engen, persönlichen Kontakt zu den Mitarbeitenden der Fabrik.

## Bedeutung
Rudolf III Schnorf war eine zentrale Figur bei der Transformation der Chemischen Fabrik Uetikon von einem handwerklich geprägten Betrieb zu einem technisch fortschrittlichen Industrieunternehmen. Sein Wirken markiert den Beginn der industriellen Reifephase des Unternehmens, das in dieser Zeit nationale Bedeutung erlangte. Sein Beitrag zur technischen Modernisierung bildete die Grundlage für den wirtschaftlichen Erfolg in der zweiten Hälfte des 19. Jahrhunderts.